# Přehled medailí na Mistrovství Evropy v krasobruslení
Hlavní článek: Mistrovství Evropy v krasobruslení
Toto je celkový přehled medailí na Mistrovství Evropy v krasobruslení jednotlivých zemí, který obsahuje i již neexistující státy. 

## Muži
| Celkový přehled | Celkový přehled                | Celkový přehled | Celkový přehled | Celkový přehled | Celkový přehled |
| --------------- | ------------------------------ | --------------- | --------------- | --------------- | --------------- |
| Pořadí          | Stát                           | Zlato           | Stříbro         | Bronz           | Celkově         |
| 1.              | Rakousko                       | 31              | 17              | 21              | 69              |
| 2.              | Rusko                          | 14              | 18              | 11              | 43              |
| 3.              | Francie                        | 14              | 16              | 10              | 40              |
| 4.              | Švédsko                        | 11              | 1               | 4               | 16              |
| 5.              | Československo                 | 10              | 7               | 8               | 25              |
| 6.              | Sovětský svaz                  | 8               | 12              | 10              | 30              |
| 7.              | Španělsko                      | 7               | 0               | 0               | 7               |
| 8.              | Východní Německo               | 4               | 1               | 3               | 8               |
| 9.              | Spojené království             | 3               | 7               | 7               | 17              |
| 10.             | Ukrajina                       | 3               | 1               | 3               | 7               |
| 11.             | Západní Německo                | 2               | 4               | 6               | 12              |
| 12.             | Itálie                         | 2               | 4               | 4               | 10              |
| 13.             | Maďarsko                       | 2               | 4               | 3               | 9               |
| 14.             | Německo                        | 1               | 10              | 9               | 20              |
| 15.             | Švýcarsko                      | 1               | 5               | 2               | 8               |
| 16.             | Česko                          | 1               | 1               | 2               | 4               |
| 17.             | Spojené státy americké         | 1               | 0               | 0               | 1               |
| 18.             | Norsko                         | 0               | 3               | 3               | 6               |
| 19.             | Polsko                         | 0               | 1               | 1               | 2               |
| 19.             | Společenství nezávislých států | 0               | 1               | 1               | 2               |
| 21.             | Israel                         | 0               | 1               | 0               | 1               |
| 21.             | Estonsko                       | 0               | 1               | 0               | 1               |
| 23.             | Belgie                         | 0               | 0               | 3               | 3               |
| 24.             | Finsko                         | 0               | 0               | 2               | 2               |
| 25.             | Gruzie                         | 0               | 0               | 1               | 1               |
| 25.             | Lotyšsko                       | 0               | 0               | 1               | 1               |

## Ženy
| Celkový přehled | Celkový přehled        | Celkový přehled | Celkový přehled | Celkový přehled | Celkový přehled |
| --------------- | ---------------------- | --------------- | --------------- | --------------- | --------------- |
| Pořadí          | Stát                   | Zlato           | Stříbro         | Bronz           | Celkově         |
| 1.              | Rusko                  | 18              | 17              | 11              | 46              |
| 2.              | Východní Německo       | 17              | 4               | 3               | 24              |
| 3.              | Rakousko               | 12              | 13              | 10              | 35              |
| 4.              | Spojené království     | 6               | 11              | 11              | 28              |
| 5.              | Nizozemsko             | 6               | 3               | 3               | 12              |
| 6.              | Norsko                 | 6               | 0               | 0               | 6               |
| 7.              | Francie                | 5               | 4               | 4               | 13              |
| 8.              | Itálie                 | 5               | 3               | 7               | 15              |
| 9.              | Západní Německo        | 2               | 6               | 4               | 12              |
| 10.             | Československo         | 2               | 3               | 3               | 8               |
| 11.             | Švýcarsko              | 2               | 2               | 3               | 7               |
| 12.             | Kanada                 | 2               | 0               | 0               | 2               |
| 13.             | Finsko                 | 1               | 3               | 5               | 9               |
| 14.             | Maďarsko               | 1               | 2               | 3               | 6               |
| 15.             | Belgie                 | 1               | 1               | 2               | 4               |
| 15.             | Gruzie                 | 1               | 1               | 2               | 4               |
| 17.             | Sovětský svaz          | 0               | 7               | 6               | 13              |
| 18.             | Ukrajina               | 0               | 3               | 3               | 6               |
| 19.             | Německo                | 0               | 2               | 4               | 6               |
| 20.             | Spojené státy americké | 0               | 1               | 1               | 2               |
| 21.             | Jugoslávie             | 0               | 1               | 0               | 1               |
| 22.             | Švédsko                | 0               | 0               | 2               | 2               |

## Sportovní dvojice
| Celkový přehled | Celkový přehled                | Celkový přehled | Celkový přehled | Celkový přehled | Celkový přehled |
| --------------- | ------------------------------ | --------------- | --------------- | --------------- | --------------- |
| Pořadí          | Stát                           | Zlato           | Stříbro         | Bronz           | Celkově         |
| 1.              | Sovětský svaz                  | 25              | 25              | 16              | 66              |
| 2.              | Rusko                          | 23              | 16              | 20              | 59              |
| 3.              | Německo                        | 10              | 9               | 3               | 22              |
| 4.              | Západní Německo                | 8               | 3               | 7               | 18              |
| 5.              | Maďarsko                       | 7               | 6               | 4               | 17              |
| 6.              | Rakousko                       | 2               | 7               | 6               | 15              |
| 7.              | Východní Německo               | 2               | 5               | 12              | 19              |
| 8.              | Francie                        | 2               | 2               | 6               | 10              |
| 9.              | Československo                 | 2               | 2               | 1               | 5               |
| 10.             | Itálie                         | 2               | 1               | 2               | 5               |
| 11.             | Spojené království             | 1               | 3               | 5               | 9               |
| 12.             | Švýcarsko                      | 1               | 3               | 0               | 4               |
| 13.             | Společenství nezávislých států | 1               | 1               | 1               | 3               |
| 14.             | Belgie                         | 1               | 0               | 1               | 2               |
| 15.             | Polsko                         | 0               | 2               | 3               | 5               |
| 16.             | Česko                          | 0               | 1               | 0               | 1               |
| 16.             | Gruzie                         | 0               | 1               | 0               | 1               |

## Taneční dvojice
| Celkový přehled | Celkový přehled                | Celkový přehled | Celkový přehled | Celkový přehled | Celkový přehled |
| --------------- | ------------------------------ | --------------- | --------------- | --------------- | --------------- |
| Pořadí          | Stát                           | Zlato           | Stříbro         | Bronz           | Celkově         |
| 1.              | Sovětský svaz                  | 18              | 14              | 14              | 46              |
| 2.              | Spojené království             | 17              | 17              | 18              | 52              |
| 3.              | Rusko                          | 15              | 13              | 14              | 42              |
| 4.              | Francie                        | 11              | 8               | 7               | 26              |
| 5.              | Itálie                         | 4               | 7               | 3               | 14              |
| 6.              | Československo                 | 2               | 1               | 2               | 5               |
| 7.              | Západní Německo                | 1               | 3               | 1               | 5               |
| 8.              | Společenství nezávislých států | 1               | 1               | 1               | 3               |
| 9.              | Finsko                         | 1               | 0               | 2               | 3               |
| 10.             | Maďarsko                       | 0               | 2               | 2               | 4               |
| 10.             | Ukrajina                       | 0               | 2               | 2               | 4               |
| 12.             | Bulharsko                      | 0               | 2               | 1               | 3               |
| 13.             | Litva                          | 0               | 0               | 3               | 3               |

## Celkově
| Celkový přehled | Celkový přehled                | Celkový přehled | Celkový přehled | Celkový přehled | Celkový přehled |
| --------------- | ------------------------------ | --------------- | --------------- | --------------- | --------------- |
| Pořadí          | Stát                           | Zlato           | Stříbro         | Bronz           | Celkově         |
| 1.              | Rusko                          | 70              | 64              | 56              | 190             |
| 2.              | Sovětský svaz                  | 51              | 58              | 46              | 155             |
| 3.              | Rakousko                       | 45              | 37              | 37              | 119             |
| 4.              | Francie                        | 32              | 30              | 27              | 89              |
| 5.              | Spojené království             | 27              | 38              | 41              | 106             |
| 6.              | Východní Německo               | 23              | 10              | 18              | 51              |
| 7.              | Československo                 | 16              | 13              | 14              | 43              |
| 8.              | Západní Německo                | 13              | 16              | 18              | 47              |
| 9.              | Itálie                         | 13              | 15              | 16              | 44              |
| 10.             | Německo                        | 11              | 21              | 16              | 48              |
| 11.             | Švédsko                        | 11              | 1               | 6               | 18              |
| 12.             | Maďarsko                       | 10              | 14              | 12              | 36              |
| 13.             | Španělsko                      | 7               | 0               | 0               | 7               |
| 14.             | Nizozemsko                     | 6               | 3               | 3               | 12              |
| 14.             | Norsko                         | 6               | 3               | 3               | 12              |
| 16.             | Švýcarsko                      | 4               | 10              | 5               | 19              |
| 17.             | Ukrajina                       | 3               | 6               | 8               | 17              |
| 18.             | Finsko                         | 2               | 3               | 9               | 14              |
| 19.             | Společenství nezávislých států | 2               | 3               | 3               | 8               |
| 20.             | Belgie                         | 2               | 1               | 6               | 9               |
| 21.             | Kanada                         | 2               | 0               | 0               | 2               |
| 22.             | Gruzie                         | 1               | 2               | 3               | 6               |
| 23.             | Česko                          | 1               | 2               | 2               | 5               |
| 24.             | Spojené státy americké         | 1               | 1               | 1               | 3               |
| 25.             | Polsko                         | 0               | 3               | 4               | 7               |
| 26.             | Bulharsko                      | 0               | 2               | 1               | 3               |
| 27.             | Estonsko                       | 0               | 1               | 0               | 1               |
| 27.             | Israel                         | 0               | 1               | 0               | 1               |
| 27.             | Jugoslávie                     | 0               | 1               | 0               | 1               |
| 30.             | Litva                          | 0               | 0               | 3               | 3               |
| 31.             | Lotyšsko                       | 0               | 0               | 1               | 1               |